# Antoni Wojciechowski (urzędnik)
Antoni Wojciechowski (ur. 2 maja 1892 w Będzinie, zm. 24 września 1939 w Warszawie) – kapitan piechoty Wojska Polskiego, kawaler Virtuti Militari, starosta.

## Życiorys
Urodził się w Będzinie, w rodzinie Józefa i Teodory z Miedzińskich. Ukończył studia na Wydziale Finansowo‑Ekonomicznym Szkoły Nauk Politycznych w Warszawie. Od 6 sierpnia 1914 służył w Legionach Polskich jako podoficer. Do stycznia 1915 służył w Oddziale Wywiadowczym ob. Światopełka. Po kryzysie przysięgowym w POW w Zagłębiu. 
Od 11 listopada 1918 w Wojsku Polskim. 18 marca 1919 został mianowany z dniem 1 marca tego roku podporucznikiem piechoty z równoczesnym przeniesieniem z Okręgu Wojskowego Będzin do 6 Pułku Piechoty Legionów. W 1920 służył w Oddziale V Sztabu Ministerstwa Spraw Wojskowych, w sztabie Dowództwa Okręgu Kraków i znowu w Ministerstwie Spraw Wojskowych. 14 kwietnia 1921 został mianowany porucznikiem i przeniesiony ponownie do służby w 6 Pułku Piechoty Legionów. W 1923 pełnił służbę w Oddziale I Sztabu Generalnego w Warszawie. W 1924 był przydzielony do Oddziału IIIa Biura Ścisłej Rady Wojennej w Warszawie, pozostając oficerem nadetatowym 6 pp Leg. 1 grudnia 1924 został mianowany kapitanem ze starszeństwem z 15 sierpnia 1924 roku i 393. lokatą w korpusie oficerów piechoty. Później został przeniesiony do 36 Pułku Piechoty Legii Akademickiej w Warszawie.
Po przewrocie majowym został oddany do dyspozycji Ministerstwa Spraw Wewnętrznych i początkowo pracował jako kontroler (od 1 do 10 czerwca 1927). 11 czerwca 1927 został tymczasowym starostą w Pułtusku (do 12 sierpnia 1927), a następnie krótko pracował w urzędzie wojewódzkim w Warszawie (od 13 do 30 sierpnia 1927). Z dniem 31 sierpnia 1927 został przeniesiony w stan nieczynny z równoczesnym przeniesieniem do kadry oficerów piechoty.
Od 31 sierpnia był tymczasowym starostą w Płońsku. W tym czasie poważnie chorował. Od 15 maja do 14 lipca 1928 przebywał w szpitalu, a od 5 sierpnia do 15 września na urlopie zdrowotnym. Z dniem 31 sierpnia 1929 został przeniesiony w stan spoczynku. 22 lutego 1930 został zatwierdzony na dotychczasowym stanowisku w Płońsku. Od 24 lutego 1931 był starostą w Przasnyszu. W mieście włączył się w budowę Domu Sportowego. Środki na jego budowę pochodziły głównie z Powiatowego Komitetu Wychowania Fizycznego i Przysposobienia Obronnego, którego był przewodniczącym, oraz Komunalnej Kasy Oszczędności. Starosta dopilnował budowy dwóch basenów przyrzecznych na Rudzie k. Przasnysza i w Bartnikach. Włączył się w proces regulacji rzeki Orzyc na odcinku Krasnosielc–Chorzele. Z jego inicjatywy 19 czerwca 1932 zawiązano Spółkę Wodną Orzyca. Od 22 lipca 1935 Antoni Wojciechowski pracował na stanowisku starosty w Suwałkach i od 18 listopada 1937 w Rypinie.
Zginął w obronie Warszawy we wrześniu 1939, pracując w komendzie miasta stołecznego. Został pochowany na Powązkach w Warszawie.
Antoni był żonaty Anną z Wojciechowskich, z którą miał dwoje dzieci.

## Ordery i odznaczenia
- Krzyż Srebrny Orderu Virtuti Militari
- Krzyż Niepodległości
- Krzyż Walecznych dwukrotnie[2][3]